# Deípil
Deípil (en grec antic Δηίπυλος), va ser, segons la mitologia grega el fill de Polimèstor, rei de Tràcia, que s'havia casat amb Ilíone, la filla gran de Príam.
Ilíone havia rebut del seu pare l'encàrrec d'educar Polidor, fill de Príam i germà seu, que era molt petit i el seu pare el va voler allunyar de la guerra enviant-lo a Tràcia. Ilíone havia tingut amb el seu marit un fill, Deípil, i secretament havia intercanviat els dos infants, fent passar el seu fill com a germà seu, amb la intenció de què si alguna cosa li passava a Polidor pogués respondre davant dels seus pares. Va arreglar les coses perquè en cas de morir un els drets al tron els tingués l'altre. Quan Troia va haver caigut, Agamèmnon va voler exterminar tota l'estirp de Príam i va prometre a Polimèstor que li donaria en matrimoni la seva filla Electra si li lliurava Polidor. Polimèstor va acceptar el tracte i va matar el seu propi fill Deípil creient que matava Polidor.
Polidor, que ignorava els fets sobre el seu naixement, va anar un dia a consultar l'oracle de Delfos. Aquest li va dir que el seu pare i la seva mare eren morts i que de la seva pàtria només en quedaven cendres. Sorprès, perquè allò no quadrava amb el que ell veia de la seva família i la seva llar, parlà amb Ilíone, que li va explicar la veritat. Per consell de Polidor, Ilíone va deixar cec i va matar Polimèstor.